# Isola Lumbovskij
L'isola Lumbovskij (in russo остров Лумбовский,  ostrov Lumbovskij) è un'isola russa nel Mar Bianco. Amministrativamente fa parte del circondario della città chiusa di Ostrovnoj dell'Oblast' di Murmansk, nel Circondario federale nordoccidentale.

## Geografia
L'isola si trova vicina alla costa nord-est della penisola di Kola, all'ingresso del golfo della Lumbovka (залив Лумбовский), a 1 km di distanza dalla cosiddetta costa Terskij.
Lumbovskij è lunga 3 km e larga 2 km, è costituita da un altopiano collinare paludoso, che raggiunge un'altezza massima di 54 m su di una collina a sud-est. Sull'isola ci sono due piccoli laghi. A nord c'è una baia e l'isola è circondata da banchi di sabbia, isolotti e scogli.
La vegetazione è quella tipica della tundra.
L'isola appare sulla mappa olandese di Johann van Keulen del 1682.

## Isole adiacenti
Come detto, Lumbovskij è circondata da scogli e isolotti, con altre piccole isole sia all'interno del golfo sia poco al di fuori. Da nord a sud si incontrano:
- l'isola Bol'šoj Ščukin (остров Большой Щукин) e l'isola Malyj Ščukin (остров Малый Щукин), nei pressi dell'ingresso del golfo, si trovano 3,2 km a nordovest di Lumbovskij. La maggiore è lunga 340 m e larga 280 m. La minore è lunga 250 m e larga poco meno di 150 m. (67°50′39.3″N 40°24′07.4″E)
- le isole Bol'šoj Alekseev (остров Большой Алексеев) e Malyj Alekseev (остров Малый Алексеев), 700 m a ovest delle precedenti, sono altre due piccole isole vicine alla terraferma. La maggiore misura 650 m di lunghezza e 380 m di larghezza. La minore invece è lunga 250 m e larga 210 m. (67°50′19.75″N 40°22′53.85″E)
- l'isola Zapadnaja Luda (остров Западная Луда), poco a est dell'ingresso della baia della Zapadnaja, si trova 6,7 km a nordovest di Lumbovskij. È un isolotto quasi circolare dal diametro di poco superiore ai 100 m. (67°50′17.65″N 40°18′36.15″E)
- le isole Baklan'i Ludy (острова Бакланьи Луды), sono un gruppo di parecchi scogli sparsi lungo la costa nord di Lumbovskij. (67°50′17.05″N 40°32′14.95″E)
- l'isola Travjanoj (остров Травяной), 360 m a ovest di Lumbovskij, è un isolotto lungo 530 m e largo 240 m. (67°49′43.95″N 40°27′29.45″E)
- le isole Kamennye Korgi (острова Каменные Корги) sono un gruppo di sette scogli 1,7 km a ovest di Lumbovskij. (67°49′22.5″N 40°25′07.3″E).
- l'isola Čaišnaja Korga (остров Чаишная Корга), è un isolotto circolare 2 km a est di Lumbovskij. Il suo diametro è di circa 200 m. (67°48′22.25″N 40°36′05.45″E)
- l'isola Obornyj (остров Оборный), 2 km a est di Čaišnaja Korga, è un'isola di circa 500 m di lunghezza e 300 m di larghezza. (67°47′59.45″N 40°39′17.05″E)
- le isole Vargaj (острова Варгай), nella parte meridionale del golfo, distano 4 km da Lumbovskij e si trovano poco a nord di capo Vargaj. Sono un gruppo di sei isolotti e scogli, il maggiore dei quali lungo 180 m. (67°46′02.1″N 40°27′15.85″E)